# Pedro Riera
Pedro Riera (Barcelona, 1 de diciembre de 1965) es un escritor y guionista de cómic español. Licenciado en ciencias de la información por la Universidad Autónoma de Barcelona trabajó durante trece años en la televisión, en el cine y en la publicidad, principalmente en las áreas de producción y de realización. En el año 2000, después de una estancia de dos años viviendo en Bosnia, decide abandonar su profesión hasta entonces con el fin de hacer de escritor. En 2007 pasa a centrarse en la novela infantil y juvenil. Su primera incursión en el mundo del cómic, El coche de Intisar, tiene lugar después de vivir un año en el Yemen .

## Obra

### Novela
- Heridas de guerra (Verbigracia, 2004)
- Un alto en el campo de los mirlos (Verbigracia, 2005) [3]
- La leyenda del bosque sin nombre (Alfaguara, 2007)
- La criatura del bosque (EDEBÉ, 2009)
- Hombre Lobo. 1: El furtivo (EDEBÉ, 2011)
- Hombre Lobo. 2: Los Bersekir (EDEBÉ, 2012)
- Hombre Lobo. 3: La furia (EDEBÉ, 2012)
- La tumba de Aurora K. (EDEBÉ, 2014)
- Cara de otro (Anaya, 2015) [4]
- El ladrón de croquetas (Anaya, 2016) [5]
- Un canario feliz. (Anaya, 2019)
- Un relato de violencia. (Loqueleo, 2020)
- La niña que quería ser tortuga (EDEBÉ, 2022)
- ¿Qué es la Unión Europea? (Animallibres,2023)

### Cómic
- El coche de Intisar (Glénat, 2011), con ilustraciones de Nacho Casanova.[6][7]
- Intisar en el exilio (Delcourt, 2018 - Astiberri Ediciones, 2019), con ilustraciones de Sagar.[8]

## Premios y reconocimientos

### Novela
- Premio CCEI 2008 por La leyenda del bosque sin nombre .
- Premio El Templo de las Mil Puertas 2010 por La criatura del bosque .
- Premio Edebé de Literatura Juvenil 2014 por La tumba de Aurora K.
- Premio El Templo de las Mil Puertas 2015 por La tumba de Aurora K.
- Premio de Literatura Infantil Ciudad de Málaga 2015 por Cara de otro .

### Cómic
- Premio France Info 2013 por El coche de Intisar.[9]
- Premio de los lectores del IV Salón del Cómic Social de Santa Coloma 2013 por El coche de Intisar .